# 1857 au Nouveau-Brunswick
Chronologie du Nouveau-Brunswick
- 1853
- 1854
- 1855
- 1856
- 1857
- 1858
- 1859
- 1860
- 1861

Cette page concerne des événements d'actualité qui se sont produits durant l'année 1857 dans la colonie du Nouveau-Brunswick.

## Événements
- 1er juin : Charles Fisher succède à John Hamilton Gray comme premier ministre du Nouveau-Brunswick pour la seconde fois.
- 23 juillet : l'ouragan « The Gale » frappe la péninsule acadienne, faisant plusieurs morts.

## Naissances
- 14 février : George McInerney, député.
- 10 octobre : George Johnson Clarke, premier ministre du Nouveau-Brunswick.

## Décès
- 3 novembre : William Fitzwilliam Owen, officier de marine et explorateur.